# Евроклідон
Евроклі́дон (грец. εὐροκλύδων) — північно-східний вітер, притаманний східній частині Середземного моря. В деяких джерелах його помилково визначають як південно-східний.
Назва походить від грец. Εύρος — «Евр». Спочатку цим словом називали божество вітру, потім воно стало загальною назвою будь-яких сухих вітрів східних напрямків і, зрештою, перетворилось на префікс, який додавали до назв вітрів певних румбів. Друга частина назви, грец. κλύδων, в перекладі означає «хвиля» і вказує на поривчастий характер цього вітру. Найбільш авторитетні грецькі джерела називають цей вітер евракю́лон, в окремих рукописах можна натрапити і на такий варіант перекладу як евроклю́дон.
Евроклідон здавна відносили до так званих левантійських бурних вітрів, тобто стрімких потоків повітря, що надходять з боку Леванта. За сучасною класифікацією його відносять до катабатичних вітрів — повітряних мас, що стрімко спускаються з гірських схилів і дмуть над прибережною частиною моря. Евроклідон вирізняє майже штормова сила і низька температура.
Цей вітер згаданий у Біблії в книзі Дій апостолів, як такий, що перешкоджав плаванню апостола Павла.